# Aetideus pseudarmatus
Aetideus pseudarmatus är en kräftdjursart som beskrevs av Edward Bradford 1971. Aetideus pseudarmatus ingår i släktet Aetideus och familjen Aetideidae. Inga underarter finns listade i Catalogue of Life.